# Ліхтенштейни

Герб династії Ліхтенштейнів

Ліхтенште́йни є однією із найстаріших династій в Європі. Перша згадка датується 1136 роком та пов'язана з ім'ям Хуго Ліхтенштейнського. Династія керує князівством Ліхтенштейн в особі Ганс-Адама II.

## Походження
Назва династії походить найімовірніше від замку Ліхтенштейн, що знаходиться на південь від Відня. Основні земельні володіння династії знаходилися раніше навколо цього родового замку та біля північно-східного кордону Нижньої Австрії.
Історично підтверджено родовід династія Ліхтенштейнів починається з Генріха I Ліхтенштейнського († 1265), який в 1249 році отримав від Отакара II у своє володіння Мікулов в Південноморавському краю як подарунок за політичну підтримку. Цей подарунок відіграв велику роль в історії династії Ліхтенштейнів, оскільки династія отримала значні володіння в землях богемської корони, що з 1526 року відійшли до Габсбургів.
Генріх II (син Генріха I) підтримав Рудольфа I Габсбурга під час його боротьби з Отакаром II, зокрема, у битві під Дюрнкрутом. Внаслідок цього, династія Ліхтенштейнів мала союзні договори з Габсбургами щонайменше до 1918 року.

## Історія

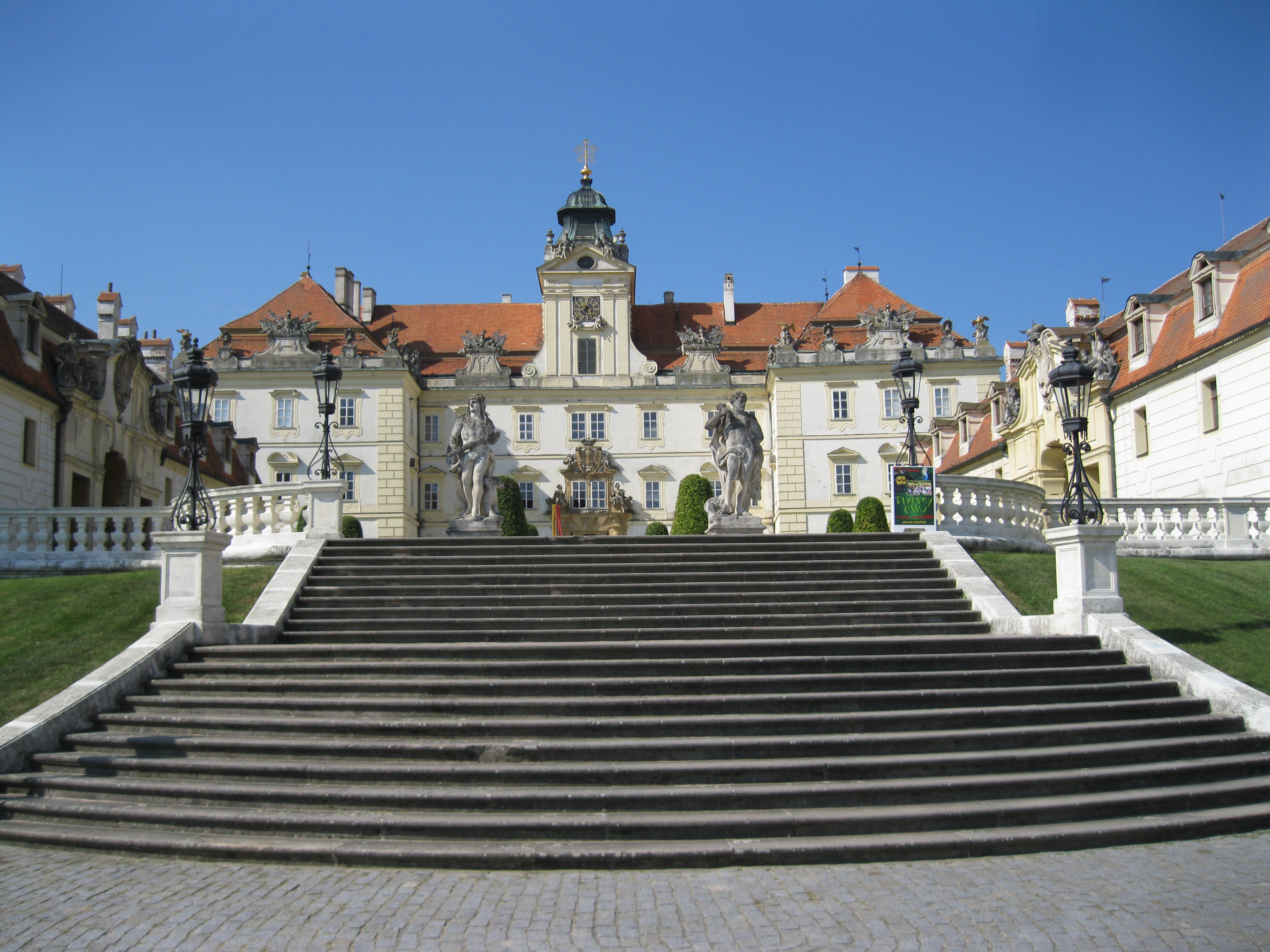
Замок Вальтіце, Чехія, до 1938 — основна резиденція фюрстів, експропрійований 1945

### XII—XVI століття
Значення володіння Мікуловом проявляє себе в 1394 році. Тоді Йоган I Ліхтенштейнський, який протягом майже 30 років управляв справами Габсбургів для герцога Альбрехта III, став жертвою політичних ігор та потрапив у опалу. Він був змушений разом зі своєю сім'єю відмовитися від частини родової власності, перш за все від земель на південь від Дунаю. Протягом наступних десятиліть сім'я Ліхтенштейнів намагалася закріпити нижньоавстрійські володіння внаслідок нових покупок. Крім того, були розбудовані Домініум та Фельдсберг.
В XIII столітті від династії Ліхтенштейнів відділилися дві гілки: Рорауерів та Петронелів. Проте ці дві гілки померли вже в наступному поколінні по чоловічій лінії. Їх спадкоємиці вийшли заміж за чоловіків з інших сімей. Через це було втрачено багато цінної родової власності.
На початку XVI століття відбувається інший поділ внаслідок договору між гілками Штейреґґів, Фельдсбергерів та Мікуловських. Це договір визначав продовження гілки Фельдсбергерів, власність інших гілок теж переходила до неї.

### XVI та XVII століття
На межі XVI та XVII століть три брати Karl, Maximilian und Gundakar починають новий період в історії династії. Аристократія та звичайне населення в Австрії, Угорщині та Богемії у переважній більшості стали протестантами в результаті реформації в 16-му столітті. Однак, три брати повертаються в найкращий момент в лоно католицької церкви, яку завжди захищали Габсбурги, до початку Тридцятирічної війни. А Габсбурги до 1806 року майже постійно визначали романо-німецького кайзера.

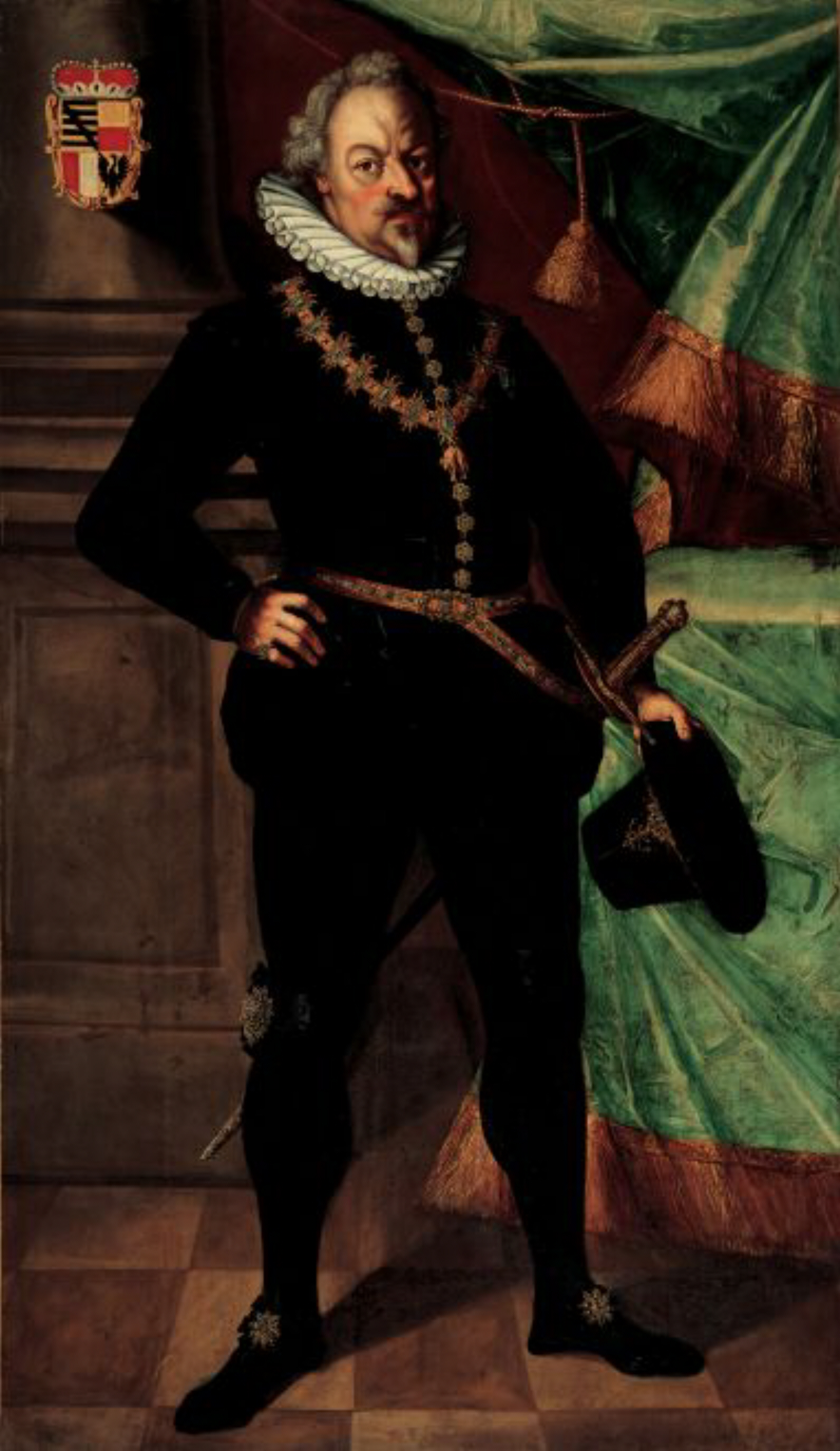
Fürst Karl I., erster Fürst, Vizekönig von Böhmen
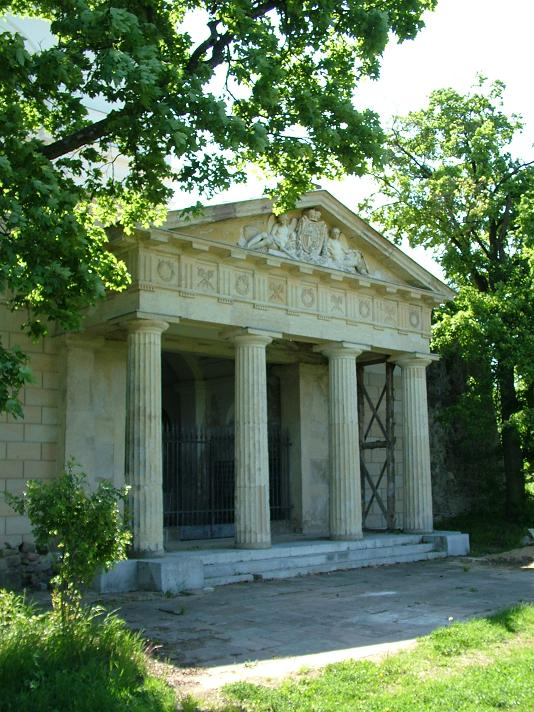
Fürstengruft in Wranau bei Brünn, Südmähren

В 1606 році Карл отримав від кайзера Rudolf II. пфальцграфський титул, а в 1608 — фюрста. В 1613 році кайзер Matthias нагородив його титулом Герцога Тропау та Ягендорфу. З того часу цей титул носить кожен правлячий фюрст. Завдяки підтримці Карла та Максиміліана кайзер Ferdinand II. в 1620 році здобув перемогу в Sieg über die böhmischen Rebellen. Саме тому в 1623 році Максіміліан та Гундакар отримали від кайзера підвищення до імперського князя. Максиміліан та його дружина заснували в 1633 році в Vranov u Brna монастир Мінімів, де також створено родинну могилу династії Ліхтенштейнів. (Тут поховані майже всі фюрсти династії Ліхтенштейн. І лише в 1920 році в Kathedrale St. Florin (Vaduz) було створено новий склеп).
Трьом братам вдалося значно збільшити володіння династії Ліхтенштейнів, особливо після того, як Карл у 1622 році став намісником та віцекоролем Богемії. В 1606 році три брати підписали новий сімейний договір, що визначив єдиний фидеікоміс. Найперша дитина з найстарішої гілки отримувала право на успадкування титулу та виступала як голова династії, а також керувала всім майном династії, що належить всій сім'ї.
Ці угоди були перепідписані 1993 року для їх відповідності вимогам теперішнього часу. Вони є основою визначення спадкоємця династії.
Ліхтенштейни мали дві резиденції (Feldsberg та Eisgrub), що були поєднані прямою алеєю.

### XVII—XIX століття
Після отримання титулу фюрста династія Ліхтенштейнів намагалася отримати імперську територію. На відміну від попередніх володінь, вони хотіли відносити до Габсбургів тільки як до кайзера, а не монарха, цебто бути рівними іншим монархам імперії.

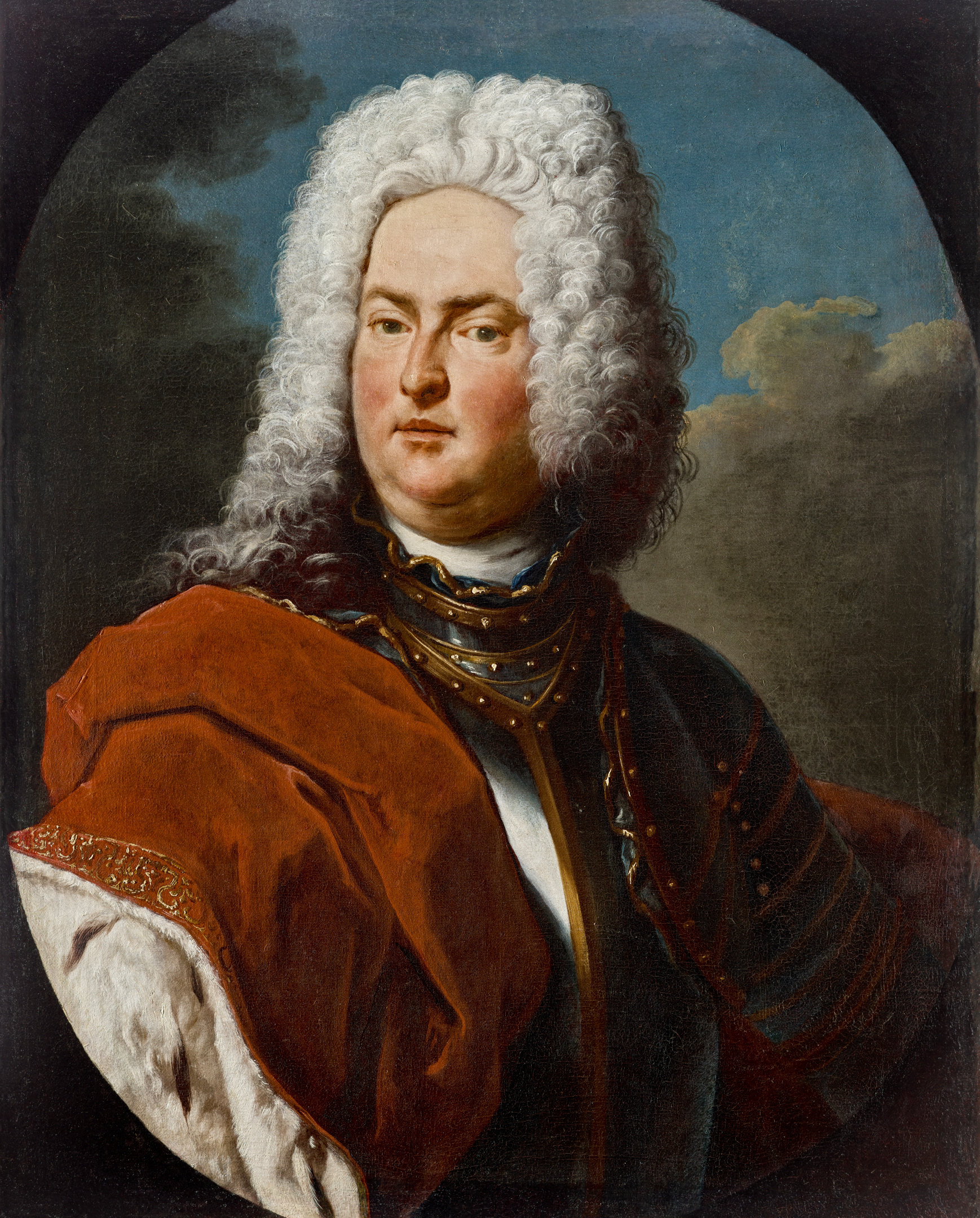
Hans Adam I., Erwerber des Territoriums Liechtenstein

Минуло майже сто років поки у онука Карла, фюрста Ганса-Адама I (1657—1712), з'явилася можливість 1699 та 1712 року купити володіння Шелленберг та Вадуц. Після закінчення його лінії, в 1712 році Антон Флоріан Ліхтенштейн, нащадок Гундакара, став правлячим фюрстом. (Всі члени сім'ї, що живуть сьогодні, походять від фюрста  Йоганна І Йосифа, 1760—1836)

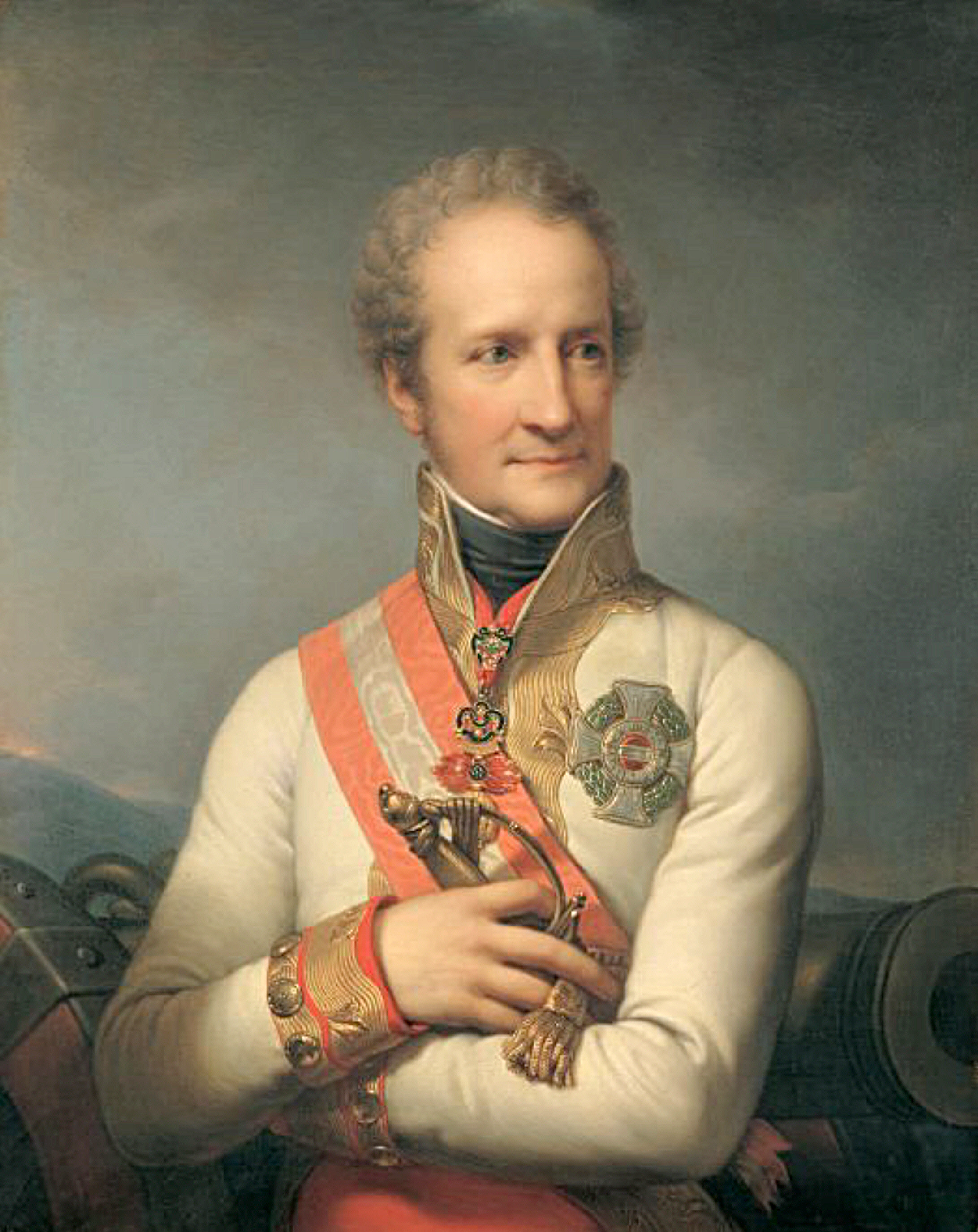
Johann I. Josef (1760–1836), letzter Reichsfürst im Heiligen Römischen Reich, erster souveräner Fürst seit 1806
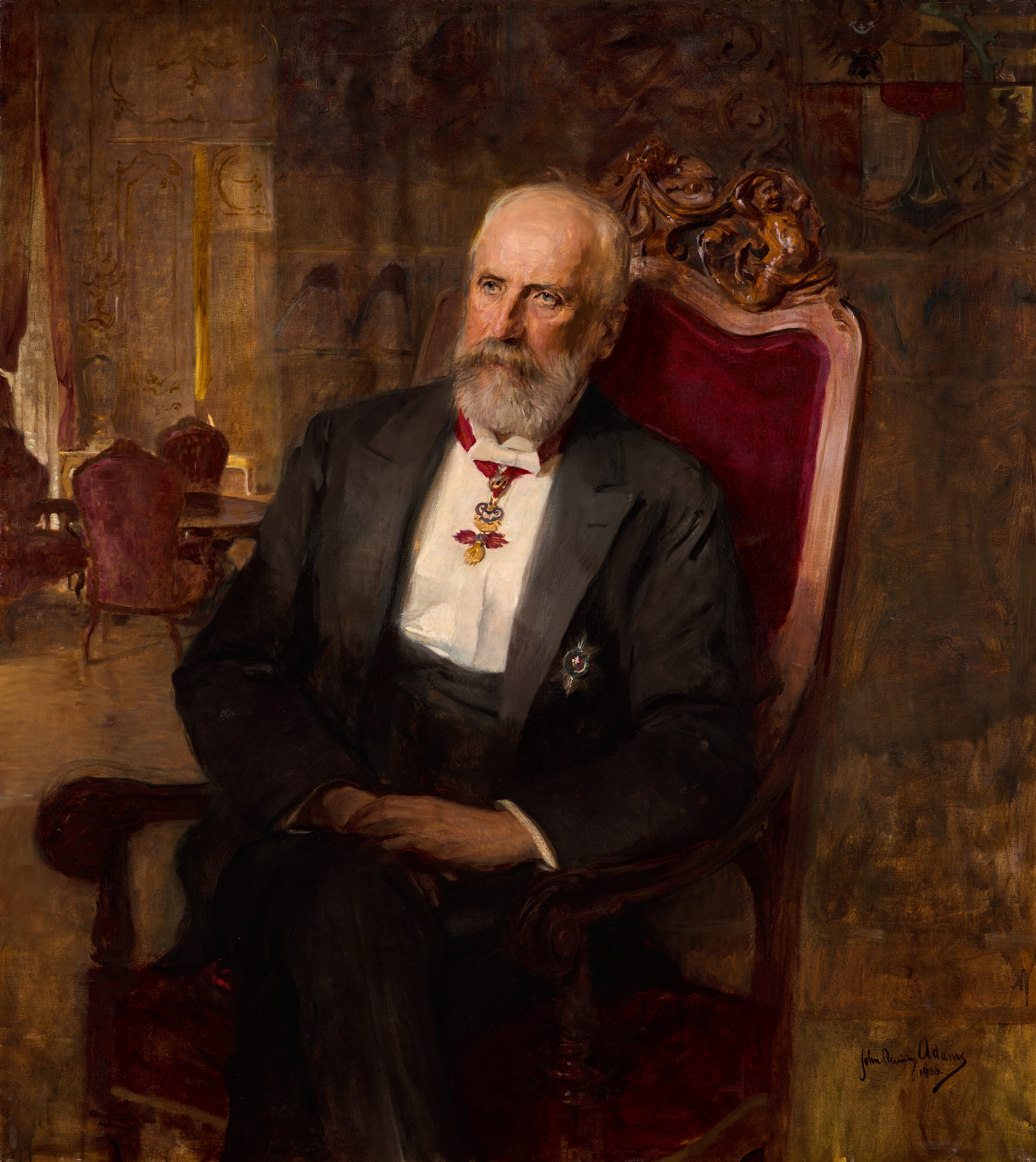
Johann II. (1840–1929) lehnte nach 1918 Liechtenstein an die Schweiz an
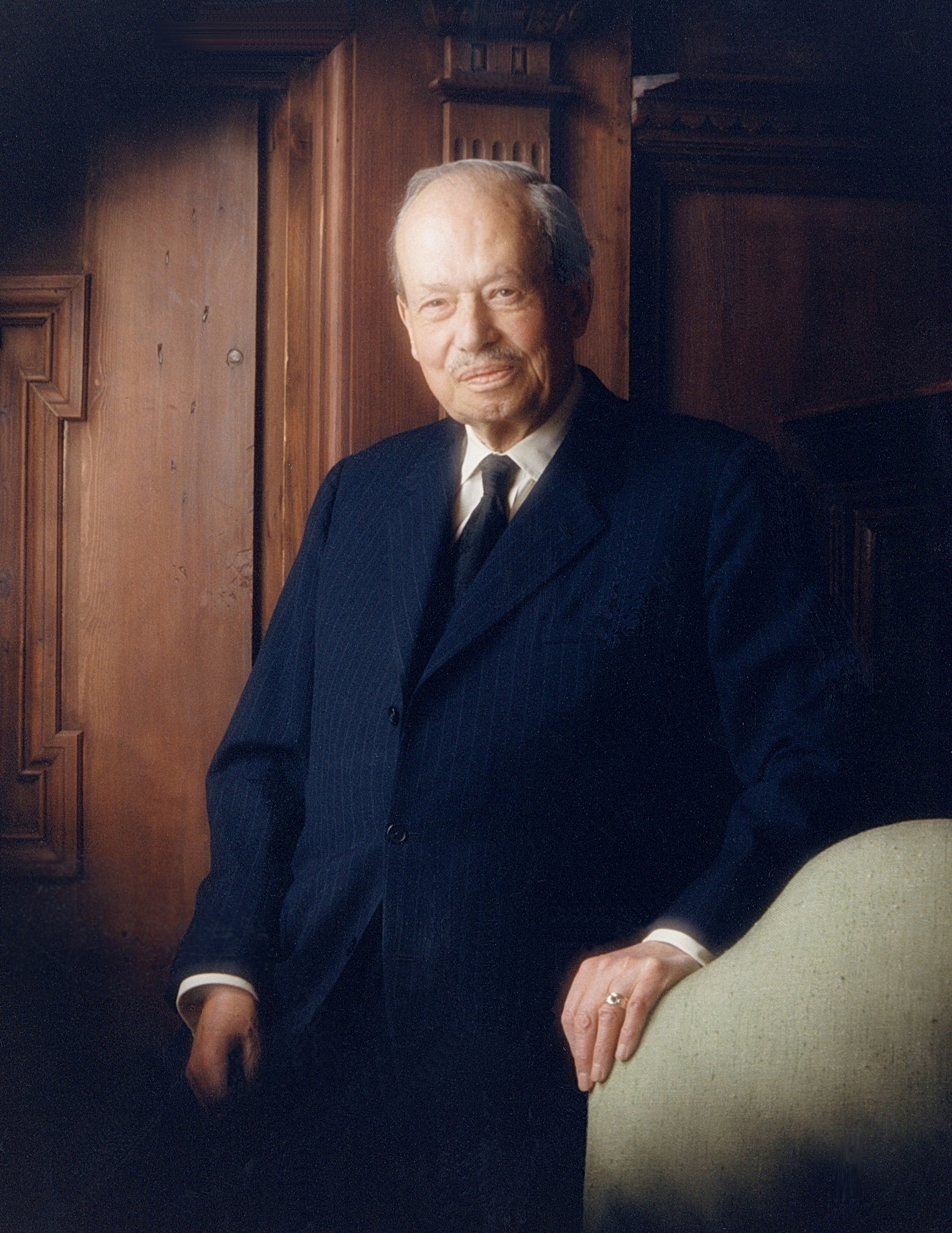
Franz Josef II. (1906–1989) wahrte während des Zweiten Weltkriegs die Neutralität